# Berteștii de Sus
Berteștii de Sus – wieś w Rumunii, w okręgu Braiła, w gminie Berteștii de Jos. W 2011 roku liczyła 348 mieszkańców.